# Парламентские выборы в КНДР (2014)
Парламентские выборы в КНДР прошли 9 марта 2014 года. На них на безальтернативной основе избирались 687 депутатов Верховного народного собрания КНДР 13-го созыва. Выборы стали первыми после смерти Ким Чен Ира и передачи власти в стране его сыну Ким Чен Ыну.

## Контекст
Выборы 2014 года стали первыми для нового лидера Северной Кореи Ким Чен Ына после смерти Ким Чен Ира. Ожидалось, что на выборах пройдёт смена старых законодателей на молодых и лояльных новому руководителю.
12 января 2014 года была сформирована Центральная избирательная комиссия. Председателем ЦИК стал заместитель председателя президиума Верховного народного собрания КНДР Ян Хён Соб, его заместителем был назначен секретарь и руководителем отдела кадров Трудовой партии Кореи Ким Пхён Хэ. Генеральным секретарём ЦИК стал генеральный секретарь Президиума ТПК Хон Сон-ок. 15 января были сформированы избирательные комиссии в военных частях, а также на уровнях провинций, городов и на местном уровне.
4 февраля Ким Чен Ын был выдвинут кандидатом в депутаты Верховного народного собрания от избирательного округа 111, в котором располагается штаб-квартира Трудовой партии Кореи. На собрании по выдвижению присутствовали высшие военные руководители КНДР.

## Голосование и результаты
|                                                                     |                                            |                                             |                                     |        |        |       |  |  |  |  |  |  |  |  |
| Коалиция                                                            | Коалиция                                   | Партия                                      | Партия                              |        |        |       |  |  |  |  |  |  |  |  |
| Коалиция                                                            | Коалиция                                   | Партия                                      | Партия                              | Голоса | %      | Места |  |  |  |  |  |  |  |  |
|                                                                     | Единый демократический отечественный фронт |                                             | Трудовая партия Кореи               |        |        | 607   |  |  |  |  |  |  |  |  |
|                                                                     | Единый демократический отечественный фронт | Социал-демократическая партия Кореи         |                                     |        | 50     |       |  |  |  |  |  |  |  |  |
|                                                                     | Единый демократический отечественный фронт | Партия молодых друзей небесного пути        |                                     |        | 22     |       |  |  |  |  |  |  |  |  |
|                                                                     | Единый демократический отечественный фронт | Ассоциация северокорейских граждан в Японии |                                     |        | 5      |       |  |  |  |  |  |  |  |  |
|                                                                     | Единый демократический отечественный фронт | Представители религиозных организаций       |                                     |        | 3      |       |  |  |  |  |  |  |  |  |
| Всего                                                               | Всего                                      |                                             | 100,00                              | 687    |        |       |  |  |  |  |  |  |  |  |
| Всего                                                               | Всего                                      | Всего                                       | Всего                               |        | 100,00 | 687   |  |  |  |  |  |  |  |  |
| Зарегистрированных избирателей/Явка                                 | Зарегистрированных избирателей/Явка        | Зарегистрированных избирателей/Явка         | Зарегистрированных избирателей/Явка |        | 99,97  |       |  |  |  |  |  |  |  |  |
| Источник: IPU Архивная копия от 24 сентября 2015 на Wayback Machine |                                            |                                             |                                     |        |        |       |  |  |  |  |  |  |  |  |

9 марта в КНДР открылись избирательные участки. В списке кандидатов от Трудовой партии Кореи насчитывается 687 имен. Выборы проходят на безальтернативной основе — каждый избирательный округ выдвигает только одного кандидата. У избирателей была возможность проголосовать против предложенного кандидата.
По итогам выборов, Ким Чен Ын избрался в Верховное народное собрание со 100 % голосов. В 111-м избирательном округе Пхеньяна голосование проходило в праздничной обстановке и была зарегистрирована явка в 100 %. Как сообщает Центральная избирательная комиссия, итоги голосования свидетельствуют, что народ и армия «оказывают единодушную поддержку и полностью доверяют первому секретарю Трудовой партии Кореи и первому председателю Государственного комитета обороны».